# Mae Tha, Lamphun
Mae Tha (tiếng Thái: แม่ทา) là một huyện (amphoe) của tỉnh Lamphun, miền bắc Thái Lan.

## Etymology
Huyện is named after the Mae Tha river.

## Lịch sử
Tiểu huyện (king amphoe) Mae Tha được thành lập vào năm 1939, khi khu vực này đã được tách ra từ Mueang Lamphun district. Đơn vị hành chính này đã được nâng cấp thành huyện vào ngày 22 tháng 7 năm 1958.

## Địa lý
Các huyện giáp ranh (từ phía nam theo chiều kim đồng hồ): Thung Hua Chang, Ban Hong, Pa Sang và Mueang Lamphun của tỉnh Lamphun, Mae On của tỉnh Chiang Mai, Mueang Lampang, Hang Chat và Soem Ngam của tỉnh Lampang.

## Hành chính
Huyện này được chia ra thành 6 phó huyện (tambon), các đơn vị này lại được chia thành 68 làng (muban). Có hai thị trấn (thesaban tambon) - Tha Sop Sao nằm trên một phần của tambon Tha Sop Sao, và Tha Kat nằm trên một phần của tambon Tha Kat và Tha Khum Ngoen. Có 6 Tổ chức hành chính tambon.
| STT. | Tên             | Tên Thái | Số làng | Dân số |  |
| ---- | --------------- | -------- | ------- | ------ |  |
| 1.   | Tha Pla Duk     | ทาปลาดุก  | 14      | 7.594  |  |
| 2.   | Tha Sop Sao     | ทาสบเส้า  | 16      | 10.883 |  |
| 3.   | Tha Kat         | ทากาศ    | 15      | 8.004  |  |
| 4.   | Tha Khum Ngoen  | ทาขุมเงิน  | 11      | 6.858  |  |
| 5.   | Tha Thung Luang | ทาทุ่งหลวง | 6       | 3.990  |  |
| 6.   | Tha Mae Lop     | ทาแม่ลอบ  | 6       | 3.032  |  |